# Der ganz große Traum
Der ganz große Traum ist ein deutscher Spielfilm des Regisseurs Sebastian Grobler aus dem Jahr 2011. Der Film handelt von dem deutschen Lehrer Konrad Koch, der 1874 den Fußball in Deutschland sowie das Spiel damit einführte.

## Handlung
Konrad Koch wird 1874 am Martino-Katharineum in Braunschweig als Englischlehrer eingestellt. Um die Aufmerksamkeit seiner Schüler zu wecken, bringt er ihnen das neue Spiel Fußball bei, das er bei einem langjährigen England-Aufenthalt kennengelernt hat. Bei den Schülern kommt die neue Sportart gut an, doch bei den konservativen Lehrerkollegen und Eltern stößt Koch auf Widerstand und ihm wird schließlich gekündigt. Doch die Schüler setzen sich für ihren Lehrer ein, um ihm zu helfen.

## Produktion und Filmstart
Der Film wurde zum Teil in und um Braunschweig gedreht und hatte ein Budget von knapp 5,5 Millionen Euro.
Insbesondere entstand ein Großteil der Aufnahmen im Gymnasium im Schloss in Wolfenbüttel.
Die Weltpremiere fand am 22. Februar 2011 im Berliner Sony Center statt. Der Film startete am 24. Februar 2011 in den deutschen und am 1. April 2011 in den österreichischen Kinos. International wird er unter dem Titel Lessons of a Dream vermarktet. Der Kinostart in Südafrika war im April 2012. In Italien wurde der Film unter dem Titel Lezioni di sogni im Juni 2012 auf Rai 1 ausgestrahlt.
Die Handlung des Filmes orientiert sich nur vage an den realen Ereignissen, die zum Teil für pädagogische Wirkung und die Erzeugung eines so nicht vorhandenen Gegensatzes eines „fortschrittlichen“ Englands und eines „rückständigen“ und chauvinistischen Deutschlands stark verändert wurden. So wurde Kochs Mitstreiter, der Sportlehrer August Hermann, völlig ignoriert, der Koch den ersten Ball – einen Rugby-Ball – aus England besorgte (im Film ein Abschiedsgeschenk für Koch für seine Zeit in England) und auch darüber hinaus an den fußballerischen Anfängen maßgeblich beteiligt war. Auch war Koch nicht Englisch-, sondern Deutsch- und Altsprachenlehrer, eben jene Fachrichtung, die im Film als eher rückständig gezeigt wurde. Er versuchte demnach auch nicht, seinen Schülern die englischen Begriffe näherzubringen, sondern war bestrebt, sie einzudeutschen. Auch verbrachte er keine längere Zeit in England.
Im Film werden in der Werkstatt von Schricker Medizinbälle hergestellt – ein Anachronismus, denn der erste Medizinball kam erst nach 1900 nach Deutschland.

## Auszeichnungen
- 2011: Nominierung für den Deutschen Filmpreis in 3 Kategorien (Bester Film, Beste Kamera/Bildgestaltung, Bestes Kostümbild)
- 2011: Prädikat Besonders Wertvoll der FBW Deutschen Film- und Medienbewertung Wiesbaden[5]
- 2011: New Faces Award für Theo Trebs (ebenso für Rammbock)
- 2011: Publikumspreis des Generation des Rio de Janeiro International Filmfestivals
- 2012: 1. Preis beim 26. Kinderkinofest Düsseldorf
- 2012: Bei den Young Artist Awards wurden Theo Trebs und Adrian Moore jeweils in der Kategorie Beste Darstellung in einem internationalen Spielfilm nominiert.[6]

## Festivalteilnahmen
- November 2013: Deutsche Filmwoche in Nordkorea[7]
- September 2012: Berlin & Beyond Film Festival, San Francisco, USA
- September 2012: Pyongyang International Film Festival, Nordkorea
- Juli 2012: Giffoni Film Festival, Italien
- April 2012: 30. International Film Festival Cine-Jeune de l’Aisne, Frankreich
- Februar 2012: 10th International Debut Film Festival of Cinematography „Spirit of Fire“ in Chanty-Mansijsk, Russland
- Februar 2012: Glasgow Youth Festival, Schottland
- Dezember 2011: Goethe-Institut Boston, USA
- November 2011: International Film Festival of India in Goa
- November 2011: 10. Festival des Deutschen Films in Moskau, St. Petersburg und Nowosibirsk, Russland
- November 2011: German Film Festival Singapore
- Oktober 2011: Goethe-Institut Hong Kong
- August 2011: World Film Festival Montréal, World Competition

## Kritiken
„Im Film Der ganz große Traum hangelt sich der Regisseur Sebastian Grobler an Kochs Pioniergeschichte entlang. Die Konflikte zwischen dem Pädagogen und seinen Schülern, seinen Kollegen, auch zwischen Eltern und Kindern fängt er gut ein. […] All die Widerstände gegen modernere Erziehungsmethoden erinnern doch sehr an einen anderen, weltbekannten Schulfilm, den Club der toten Dichter. Der ganz große Traum kommt allerdings weniger tragisch, eher rührend daher.“

„Ausstattung, Kostüme und Schauspiel sind tadellos. Auffallend geglückt ist die Kameraführung vor allem in den gut arrangierten und choreographierten Szenen, die die Eroberung des Sports mit Erfolgsbildern feiern – das erste Tor, der erste gehaltene Ball. Nur hat das Drehbuch die Charaktere mitunter arg klischiert gezeichnet. […] Bleibt Daniel Brühl. […] Seine Intensität ist das große Plus des Films.“

„Ein feines Darstelleraufgebot […] spielt letzten Endes vergeblich gegen ein kitschiges Drehbuch an, das sich keinen Allgemeinplatz verkneift.“